# 단위 조작

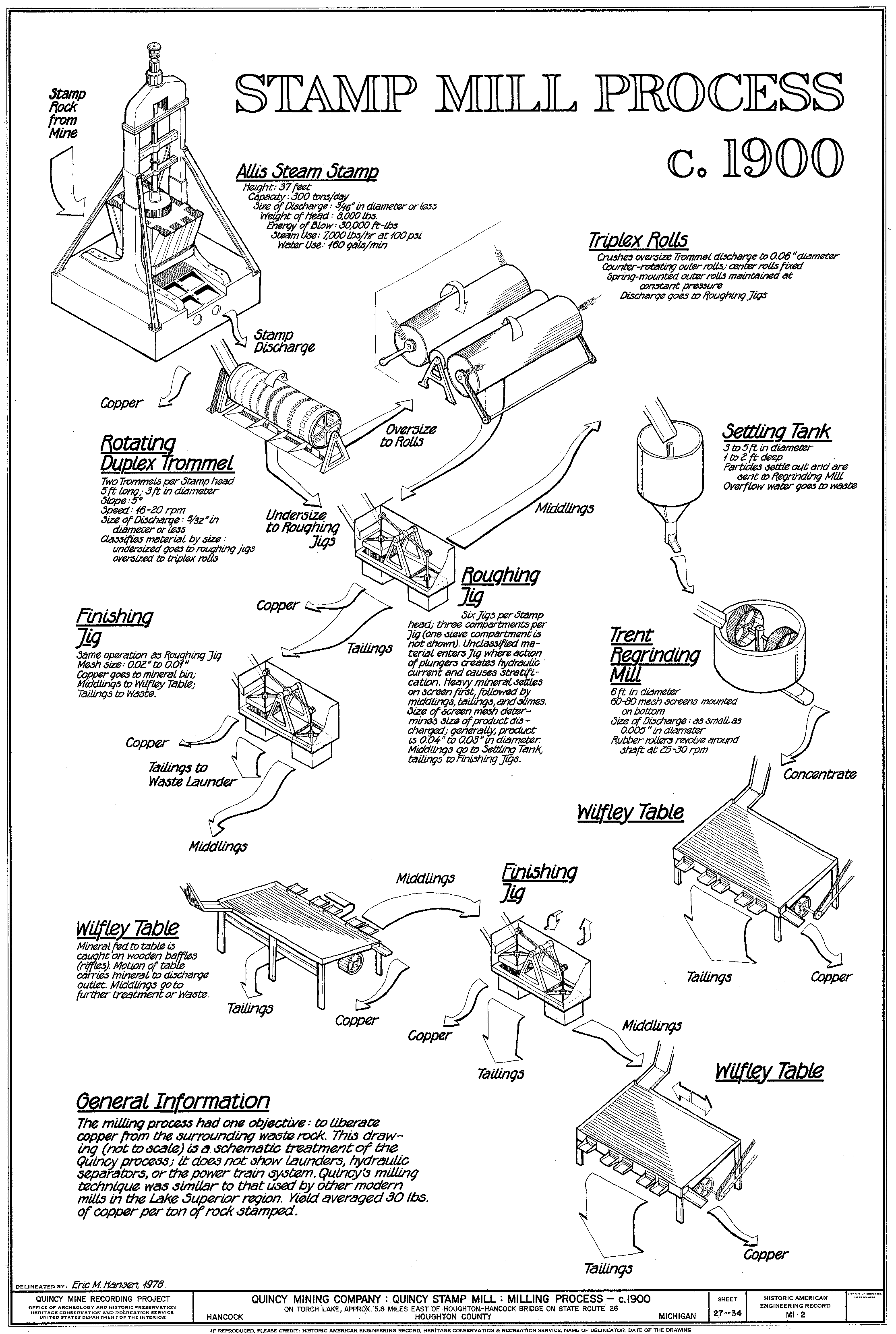

화학공학 및 관련 분야에서 단위 조작 또는 유닛 오퍼레이션(unit operation)은 공정의 기초적인 단계이다. 단위 조작은 분리, 결정화, 증발, 여과, 중합반응, 이성질화, 기타 반응 등 물리적 변화 또는 화학적 변형을 수반한다. 예를 들어, 우유 공정에서 다음의 단위 조작이 수반된다: 균질화, 저온 살균법, 포장. 이 단위 조작들은 공정 전반을 만드는 것과 관련되어 있다. 프로세스에는 출발 물질이나 공급 원료로부터 원하는 결과물을 얻기 위해 수많은 조작이 요구될 수 있다.

## 역사
역사적으로, 각기 다른 화학산업들은 각기 다른 산업 공정으로 간주되며 각기 다른 원리가 수반된다. Arthur Dehon Little은 1916년 "단위 조작"이라는 개념을 개발하여 산업화학공정을 설명하였다.

## 같이 보기
- 압출성형
- 분리 과정